# Вишеградське кладовище
Вишеградський цвинтар (чеськ. Vyšehradský hřbitov) — цвинтар у Празі в історичному районі Вишеград при церкві святих Петра та Павла. З XIX сторіччя кладовище стало місцям поховання майже 600 найвидатніших осіб чеського національного відродження. Надгробки на кладовищі створені найкращими скульпторами того часу (Йосеф Мисльбек, Ф. Білек, Б. Кафка, О. Шпаниел та інші). Територія кладовища розділена на 15 секторів.
У західній частині цвинтаря є усипальниця Сла́він (чеськ. Slavín) — спільна могила чоловіків і жінок, які своєю працею уславили чеський народ. Славін збудований у 1889—1893 роках за проєктом архітектора Антоніна Вігла. Символом Славіна став центральний пам'ятник з фігурою крилатого генія. Скульптурне оформлення є витвором Йозефа Маудера.

## Відомі особистоті, що поховані на цвинтарі
- Міколаш Алеш, художник
- Марія Глазрова, акторка
- Ярослав Гейровський, лауреат Нобелівської премії з хімії
- Антонін Дворжак, композитор
- Едуард Гакен, співак
- Зденек Копал, астроном
- Карел Маха, письменник
- Йосеф Мисльбек, скульптор
- Альфонс Муха, художник
- Божена Немцова, письменниця
- Ян Неруда, письменник, поет та журналіст
- Бедржих Сметана, композитор
- Карел Томан, поет
- Карел Чапек, письменник
- Макс Швабінський, художник
- Власта Фабіанова, акторка